# Stactolaema
Stactolaema Marshall & Marshall, 1870 è un genere di uccelli della famiglia dei Libiidi.

## Tassonomia
Precedentemente questo genere era incluso nei Capitonidae e talvolta nei Ramphastidae. 
Sono note le seguenti specie:
- Stactolaema leucotis (Sundevall, 1850) - barbetto dai sopraccigli
- Stactolaema whytii (Shelley, 1893) - barbetto di Whyte
- Stactolaema anchietae (Barboza du Bocage, 1869) - barbetto di Anchieta
- Stactolaema olivacea (Shelley, 1880) - barbetto verde